# Lunant
Die Société des Constructions de Cycles et Automobiles Lunant war ein französischer Hersteller von Fahrrädern und Automobilen.

## Unternehmensgeschichte
J. Lunant gründete in den 1890er Jahren das Unternehmen in Lyon zur Fahrradproduktion. 1900 kam die Automobilproduktion dazu. Der Markenname lautete Lunant. 1914 endete die Produktion.

## Fahrzeuge
Das erste Modell war ein Elektroauto. 1906 gab es Modelle mit Einzylindermotoren und wahlweise 8 PS oder 10 PS Leistung. Die größeren Modelle mit Vierzylindermotoren leisteten wahlweise 16 PS, 24 PS oder 40 PS und entstanden nur auf Bestellung. 1908 standen die Modelle 8/10 CV mit Einzylindermotor und 16/20 CV mit Vierzylindermotor im Sortiment. 1913 erschien als letztes Modell der 10/12 CV mit Vierzylindermotor und Kardanantrieb.